# 池上鄉
池上鄉（臺灣客家語四縣腔：ciiˇ song hiongˊ；海陸腔：chi shong+ hiongˋ；阿美語：Fanaw）位於臺灣臺東縣北部，介於中央山脈與海岸山脈之間，花東縱谷平原中段，東鄰東河鄉，西接海端鄉，北以秀姑巒溪與花蓮縣富里鄉相隔，南隔新武呂溪與關山鎮相望。人口結構上主要為漢人，臺灣原住民族則居次，其中原住民以阿美族為主。
池上鄉的經濟產業主要為農業，並以稻作種植為主，由於雨量豐富，較無受到工業方面的環境汙染，加上由上游沖刷下來的溪水與表土含有豐富的有機質和礦物質，造就出聞名全臺的重要農產品「池上米」，由其所產出的「池上便當」亦聞名全臺。

## 歷史

### 地名緣由
池上鄉名取自聚落位於大坡池上方，故稱此地為「池上」。在清光緒年間被稱為「新開園」，為「新開闢的田園」之意。

### 史前時期
有關池上地區的史前時期，雖曾發掘出南興遺址、富南遺址、保甲園遺址等，但均無較正式的調查報告，故難以推測先民的活動內容。

### 清治時期
1836年（清道光16年），原居住於屏東平原及荖濃溪流域，屬於平埔族的西拉雅族人陸續遷入關山、池上，及其北鄰的花蓮縣富里地區。1842年（道光22年），平埔族與卑南族聯手對抗原居住於富里鄉東里村一帶的阿美族。阿美族人被迫北遷至烏漏社（今花蓮縣瑞穗鄉鶴岡）及沙荖社（今花蓮縣光復鄉南富村），原居地由平埔族人入墾。當時平埔族人分佈於北起迪階庄（今花蓮縣玉里鎮三民里）、諸羅庄（今玉里鎮春日里）與媽汝庄（今玉里鎮松浦里），以大庄（今富里鄉東里村）為中心，往南延伸到新開園（今台東縣池上鄉錦園村）、里壠（今台東縣關山鎮）一帶，包含整個池上平原。
1851年（咸豐元年），一批來自今屏東縣萬巒鄉赤山村、萬金村的平埔族人，翻越中央山脈來到今台東市寶桑地區。1859年（咸豐9年），他們分兩隊向北遷徙，其中一隊到達大庄，與先前來的族人合力開墾。因人多地狹，乃分散至鄰近各地開墾，其中一部分人拓展至新開園、大陂等地。
1862年（同治元年），恆春地區阿美族的生存空間因受西部東移的西拉雅族擠壓，沿東海岸向北遷移，其中禮弼家族經由東河翻越海岸山脈，抵達今花蓮縣富里鄉永豐村，以燒墾狩獵維生。其後發現大坡溪水量豐富，附近海岸山脈緩坡多，遂移居大坡溪西側、花東緃谷東側，且臨近大坡池之小階地。1874年（同治13年），因牡丹社事件影響，恆春附近牡丹、旭海一帶的阿美族人陸續遷移至大坡，以禮弼居住地為中心，逐漸形成以阿美族為主的大坡聚落。光緒年間（1875－1895年），另一批恆春阿美族由恆春直接遷移富興拓墾，建立水墜社。
平埔族、阿美族選擇花東縱谷東側的河階地，主要原因是遠離縱谷西側中央山脈布農族出草刈首的危害，並避免新武呂溪的水災洪禍。兩族人在大坡、新開園混居，關係良好而無紛爭，甚至通婚。
1875年（光緒元年），受前一年牡丹社事件的影響，清廷揚棄康熙頒佈的「封山禁令」，改採積極管理的「開山撫番」政策，開始大量引入漢人墾拓台灣東部。
1881年（光緒7年），大庄地區水災，當地一部分平埔族人再度遷徙，其中一支往南遷至新開園。同時，另有一批原居於屏東縣恆春地區，並先遷往卑南地區的平埔族人也再度遷至池上地區之大陂、新閞園、萬安等聚落。

### 日治時期
1894年（日明治27年；清光緒20年），清廷與日本爆發甲午戰爭，隔年戰敗後於4月簽訂《馬關條約》，將台灣割讓給日本。5月，日本派兵到台灣接管，隨即爆發乙未戰爭。11月18日，日本官方宣佈平定全台。但實際上，台灣各地方的武裝小衝突仍此起彼落。東部因地處後山而最後淪陷地，而池上又是台東最後一個淪陷地。
1896年（明治29年）1月，日軍控制台灣西部各地後，轉進台東。當時駐守新開園之副統領劉德杓率領二百餘人堅守。5月16日，日軍組成討伐隊自高雄搭艦前來。負責攻堅的恆春出張所所長相良長綱先行派員說服原住民組成「義勇隊」進駐新開園附近防衛。24日晨，劉德杓率部攻擊，傷亡二十餘人而退。日軍主力於25日登陸，並於31日晨6時對仍留守新開園的劉部發動攻擊，隨後因砲火不足而停止。次日晨4時再發動攻擊時，發覺劉部已退，日軍遂進駐新開園。劉部棄守新開園後退駐網綢（今萬朝）。日軍於6月7日攻擊網綢，劉部退往深山，並翻越中央山脈繼續抗日，池上遂淪入日人統治，東部地區也全告陷落。劉德杓2年後始於雲林被俘，並遭遣返大陸。
1909年（明治42年），臺灣總督府開始推動東部移民計畫。新開園有2,370甲原野被劃為移民收容適地，因內有大池，於隔年被命名為具有日本風味的「池上」原野，其後所建立之移民村落亦稱之為「池上村」（今新興村）。
1913年（大正2年），台東製糖株式會社設立，擔負製糖與移民兩大事業，其後在池上村興建210戶移民住宅。1919年（大正8年；民國8年），日本長野縣千曲川流域發生洪水，災民49戶移墾池上村。
1920年（大正9年）設置「池上庄」，劃歸臺東廳關山郡管轄。1921年（大正10年；民國10年），台東製糖株式會社組織重整，將移民事業分離，另成立台東開拓株式會社，並改以本島人為主要招募對象。然而因制度不善、資金不足、環境惡劣等因素，日本人及本島人移民，皆紛紛求去，此一階段的移民村徹底失敗。
1926年（昭和元年），東線鐵路通車，位於大埔的車站地區逐漸取代新開園，變成地方發展的重心。其後大量新竹、苗栗內山移民湧入，池上人口始激增。自1930年（昭和5年；民國19年）至1940年（昭和15年；民國29年），10年間人口增加一倍有餘。

### 戰後時期
1945年（昭和20年；民國34年），日本在第二次世界大戰戰敗後，國民政府接收台灣，行政區改制為台東縣池上鄉，原日本會社地及日本人私有地皆收歸國有。政府將池上地區的593公頃餘溪埔地劃歸合作農場（今台東農場），355公頃餘溪埔地劃歸台糖池上農場（今台糖池上牧野渡假村），1,867公頃餘山坡地劃歸土地銀行代管，萬朝160餘公頃土地則依據《公地放領放租條例》，放領給農民。
池上鄉在日治時期時很受日本人的重視，因此當時遺留在池上的建築古蹟也相當多，但是目前在池上鄉所保留的古蹟建築只有中華路上台東縣池上鄉福原國民小學旁的老舊教師宿舍以及坐落在中西二路上的舊式鐵路倉庫。

## 地理

### 幅員
池上鄉位於臺東縣、花蓮縣之交界處，為臺東縣之花東縱谷平原最北邊的平地鄉鎮，北臨花蓮縣富里鄉，東鄰東河鄉，西鄰海端鄉，南臨關山鎮。廣原聚落東南山稜山麓則是海端、池上、富里、卓溪等四鄉交界之處。該鄉之北端沿龍泉溪（萬朝溪）之北側水流向東南銜接大坡溪後注入秀姑巒溪，繞過公頂山北側後再向東南流至堵開埔山，其以北為富里鄉，以南即為池上鄉。
池上鄉東端與西端之最寬處可達約8.5公里，南端與北端最長處可達約15公里，面積約8268.5455公頃，約為全縣總面積之2.35%。其中之平原面積約為3652公頃，約佔全鄉面積之44%；丘陵面積約為3350公頃，約佔全鄉面積之41%；山地面積則約為1267公頃，約佔全鄉面積之15%。

### 地形
池上鄉位於花東縱谷中段，西側是高聳寬廣的中央山脈，東側是高度稍低但山勢陡峭的海岸山脈，其間則為池上平原，係由新武呂溪所沖積而成。山脈與縱谷的走向大致平行，呈東北－西南方向。
池上平原東西最寬處約6公里，形勢方整開闊。平原之北是富南河階地，緊逼西側的中央山脈，此處縱谷寬度僅約1公里，使得池上平原有如半封閉的山中谷地；向南則視野較為遼闊，至鹿野溪始見卑南山橫亙於縱谷之中。
新武呂溪沖積扇地勢高達265－335公尺之間，台東縱谷南段約二大河川秀姑巒溪與卑南溪在本鄉形成谷中分水。

### 水文
池上鄉位於花東縱谷南段卑南溪、秀姑巒溪兩大水系之分水地帶。
卑南溪全長84公里，屬於中央管河川，上游為新武呂溪，發源於中央山脈之關山主峰東坡。卑南溪自鄉境西北角流入，為本鄉與西鄰關山鎮的界河。卑南溪在本鄉境內匯集來自東側海岸山脈的萬安溪、泥水溪、嘉武溪等支流後離開鄉境。
秀姑巒溪水系河長104公里，亦屬於中央管河川，最遠源流為樂樂溪。本名河長81公里，上游名為龍泉溪，發源於中央山脈之崙天山，自本鄉西北端流入後，改稱萬朝溪，至文田橋東側約200公尺處轉向北流，匯集另一支流大坡溪後出鄉境。該水系在本鄉境內的主要支流錦園溪、大坡溪，均來自東側的海岸山脈。

### 地質
池上鄉位於台東縱谷的南段，東西最寬約8.5公里，共包括了台灣的三大地質區。西側為中央山脈地質區，東側是海岸山脈地質區，中央之池上平原則屬於台東縱谷地質區。1960年代板塊構造學說興起，台東縱谷也就是台灣所處歐亞板塊與菲律賓海板塊之縫合地帶。
大坡池原初面積廣達100公頃，屬於斷層造成的陷落湖泊，後因農民為了量產作物，將出水口濬深，使湖水大量宣洩，形成現今僅存28公頃面積，耕地也大為增加。

### 氣候
池上鄉的氣候屬熱帶季風氣候，全年雨量充沛。

### 人口
根據臺東縣關山戶政事務所統計，2024年底池上鄉戶數約3.1千戶，人口約7.7千人，鄉內人口最多與最少的村分別是福原村與萬安村，2024年底兩村人口分別為2,170人與335人。整體人口主要分布於平原地帶，人口較多的有福原、福文、大埔、新興等四村，其中福原、福文、大埔三村為集村、新興村為散村。該鄉之行政、文教、商業中心位於福原村，主要之交通幹線台9線以及台灣鐵路之池上車站亦通過該區。池上鄉東側之海岸山脈自北而南則為：大坡、慶豐、錦園、萬安、富興、振興等六個位於山區或丘陵地帶，人口較少的村。

## 政治

### 歷任首長
| 屆次 | 姓名   | 任期時間                                                 | 備註                                                               |
| ---- | ------ | -------------------------------------------------------- | ------------------------------------------------------------------ |
| 官派 | 曾貴春 | 民國34年（1945年）底～民國35年（1946年）11月             | 因地方選舉準備工作尚未就緒，鄉長由官方派任                         |
| 1    | 曾貴春 | 民國35年（1946年）11月～民國36年（1947年）2月            | 由鄉民代表選出，後因228事件被囚                                    |
| 1    | 吳泉興 | 民國36年（1947年）3月～民國37年（1948年）底              | 由副鄉長吳泉興接任                                                 |
| 2    | 吳泉興 | 民國37年（1948年）底～民國40年（1951年）2月13            | 由鄉民代表選出                                                     |
| 1    | 吳泉興 | 民國40年（1951年）2月13～民國41年（1952年）10月          | 鄉民直選首屆                                                       |
| 1    | 林瑞庭 | 民國41年（1952年）10月～民國42年（1953年）4月1日         | 鄉長辭職，縣府派林瑞庭代理                                         |
| 2    | 陳慶傳 | 民國42年（1953年）4月1日～民國45年（1956年）4月1日       |                                                                    |
| 3    | 郭芝仙 | 民國45年（1956年）4月1日～民國49年（1960年）1月5日       | 應於民國48年（1959年）4月1日屆滿，因故延至民國49年（1960年）1月5日 |
| 4    | 林茂藏 | 民國49年（1960年）1月5日～民國53年（1964年）3月1日       | 違紀參選與國民黨提名之郭芝仙競選                                   |
| 5    | 蔡仲和 | 民國53年（1964年）3月1日～民國57年（1968年）3月1日       |                                                                    |
| 6    | 蔡仲和 | 民國57年（1968年）3月1日～民國61年（1972年）4月1日       | 配合省議員及縣市長選舉延任1個月                                    |
| 7    | 張維通 | 民國61年4月1日（1972年）～民國66年（1977年）12月30日     | 配合省議員、縣市長及縣議員選舉，延任8個月                          |
| 8    | 張維通 | 民國66年（1977年）12月30日～民國71年（1982年）3月1日     | 將66年辦理之四種地方公職選舉分二梯辦理，延任2個月                  |
| 9    | 梁俊良 | 民國71年（1982年）3月1日～民國75年（1986年）3月1日       |                                                                    |
| 10   | 梁俊良 | 民國75年（1986年）3月1日～民國79年（1990年）3月1日       |                                                                    |
| 11   | 林慶堂 | 民國79年（1990年）3月1日～民國83年（1994年）3月1日       |                                                                    |
| 12   | 林慶堂 | 民國83年（1994年）3月1日～民國87年（1998年）3月1日       |                                                                    |
| 13   | 陳榮發 | 民國87年（1998年）3月1日～民國91年（2002年）3月1日       |                                                                    |
| 14   | 李業榮 | 民國91年（2002年）3月1日～民國95年（2006年）3月1日       |                                                                    |
| 15   | 李業榮 | 民國95年（2006年）3月1日～民國99年（2010年）3月1日       |                                                                    |
| 16   | 林文堂 | 民國99年（2010年）3月1日～民國103年（2014年）12月25日    |                                                                    |
| 17   | 張堯城 | 民國103年（2014年）12月25日～民國107年（2018年）12月25日 |                                                                    |
| 18   | 張堯城 | 民國107年（2018年）12月25日～民國111年（2022年）12月25日 |                                                                    |
| 19   | 林建宏 | 民國111年（2022年）12月25日～現任                        |                                                                    |

資料來源：池上鄉公所

### 鄉政組織

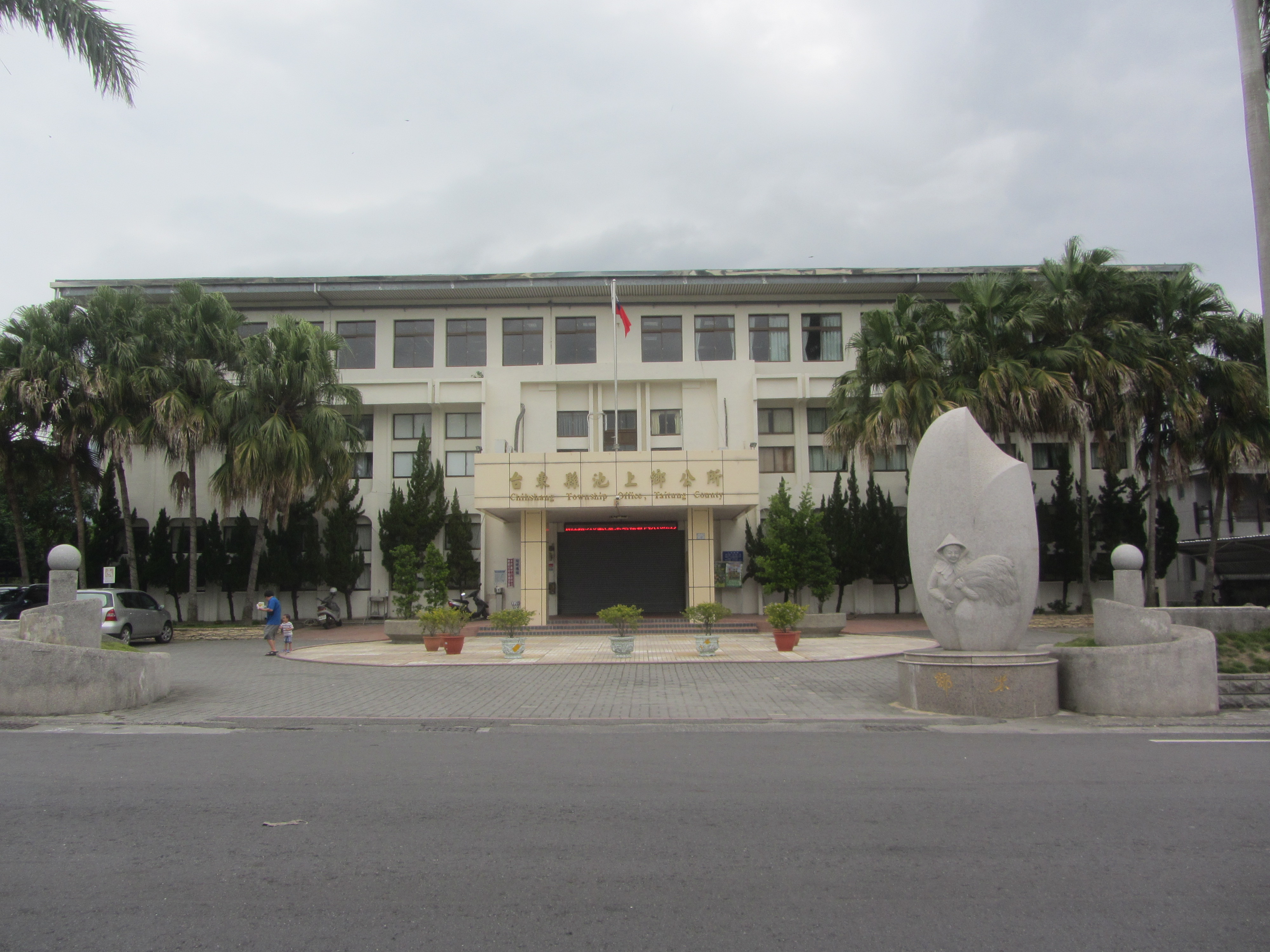
池上鄉公所

池上鄉公所是池上鄉最高層級的地方行政機關，在中華民國政府架構中為鄉自治的行政機關，同時負責執行縣政府及中央機關委辦事項，池上鄉的自治監督機關為臺東縣政府。鄉長由全體鄉民直接選舉產生，任期為四年，可連選連任一次。池上鄉公所並置鄉政會議，為鄉政最高決策機構，在鄉長之下，設有5課2室等7個內部單位及3個附屬機關。
池上鄉民代表會是池上鄉的最高民意機關，代表池上鄉全體鄉民立法和監察鄉政。鄉民代表由公民直選選出，任期為四年，可連選連任。池上鄉民代表會共有7位鄉民代表，分別為第一選區3席鄉民代表、第二選區1席鄉民代表、第三選區1席鄉民代表、第四選區2席平地原住民鄉民代表，主席、副主席由7位鄉民代表互選產生。

### 行政區
下圖a為大埔村，b為福原村，大埔村分分為市區的大埔部落與山邊的陸安部落。
| 池上鄉行政區劃                                                       |
| 大埔村 福文村 慶 豐 村 a b 新興村 大坡村 錦園村 萬安村 富興村 振興村 |

## 教育

### 國民中學
- 臺東縣立池上國民中學

### 國民小學
- 臺東縣池上鄉福原國民小學
- 臺東縣池上鄉萬安國民小學
  - 振興分校
- 臺東縣池上鄉大坡國民小學

## 交通

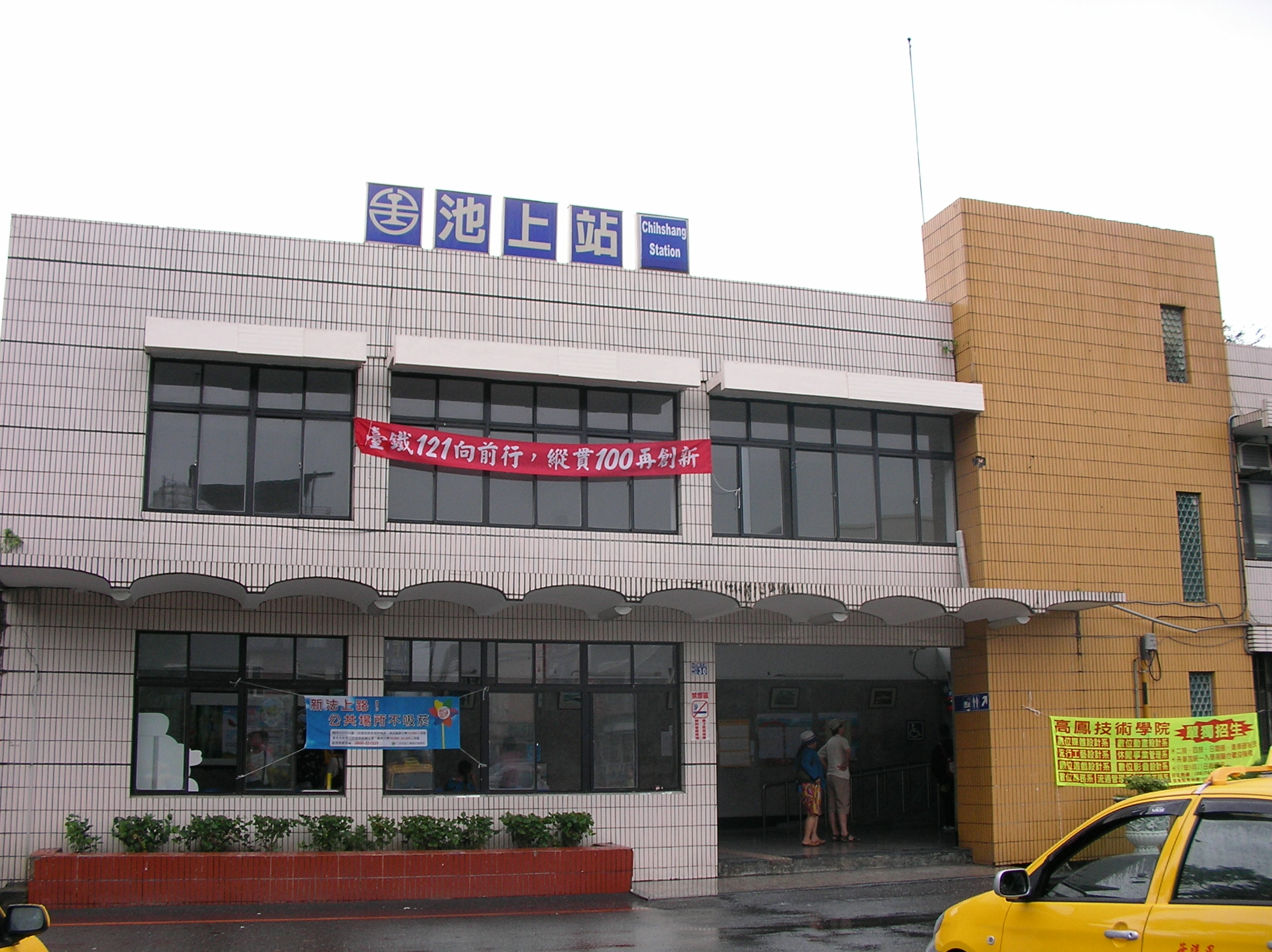
池上車站

池上鄉位於台灣東部之偏遠地帶，但仍有公路和鐵路之開發。其主要交通設施如下：

### 鐵路
台灣鐵路之池上車站是該鄉之唯一鐵路停靠站，其分級為三等站，北上、南下客車每日約有32班次。1992年南迴鐵路通車，台灣環島鐵路系統隨之完成，對於池上鄉居民以及位於外地之鄉民都已成為主要之交通聯絡方式。由池上搭乘自強號列車約5小時能到達台北，約4小時能到達高雄。目前台東線電氣化工程已完工營運，各型電聯車可於池上站停靠。

### 公路
公路在池上鄉之發展較晚形成，在1957年以前該鄉境內都未曾有過公路橋，南下至台東縣之各鄉需涉水過新武呂溪。至1959年6月17日鐵公路兩用橋通車後，才開始不用涉水。1977年，初來橋通車，鐵公路兩用橋封閉。1983年，池上大橋通車，其路線即為目前台9線之行經路線。1984年，台9線進行拓寬及舖設柏油路之工程，1994年池上大橋即完工通車。其經過之主要公路如下：
省道台9線為東部公路交通系統之大幹道。它北起台北市，往東經過宜蘭、花蓮、台東等縣，南下到屏東縣之楓港銜接台1線。1984年，其道路因拓寬及改善完成，該鄉之人民若是在縣內之短程活動，多改採公路，但長途旅程（例如從台北至池上）仍採鐵路較多。池上鄉經本線北上至花蓮市約2小時車程，南下至台東市約1小時車程。
由省道台20甲線經初來橋後銜接台20線，即台灣慣稱之南部橫貫公路（簡稱南橫），可翻越中央山脈至臺南市玉井區，然而主線未經過本鄉。台20線雖可以減少該地區往台灣西部行車之時間，但因為高山公路，行車危險性較高故通行車不多(且原台20線105K+170至149K路段，因莫拉克颱風致主線道路中斷而無法前往西部)，目前已成為以觀光為主的旅遊路線。
縣道197號是由池上鄉治所在地的池上聚落沿卑南溪東岸通往台東市的一條道路，是省道台9線之外前往台東市的另一選項。該線沿途經過關山、鹿野、延平、卑南等鄉鎮，最終於台東市石川接省道台11乙線。可經台11乙線的台東大橋由西側進入台東市區，或轉台11線經中華大橋由東側進入台東市區。

## 旅遊

### 景點

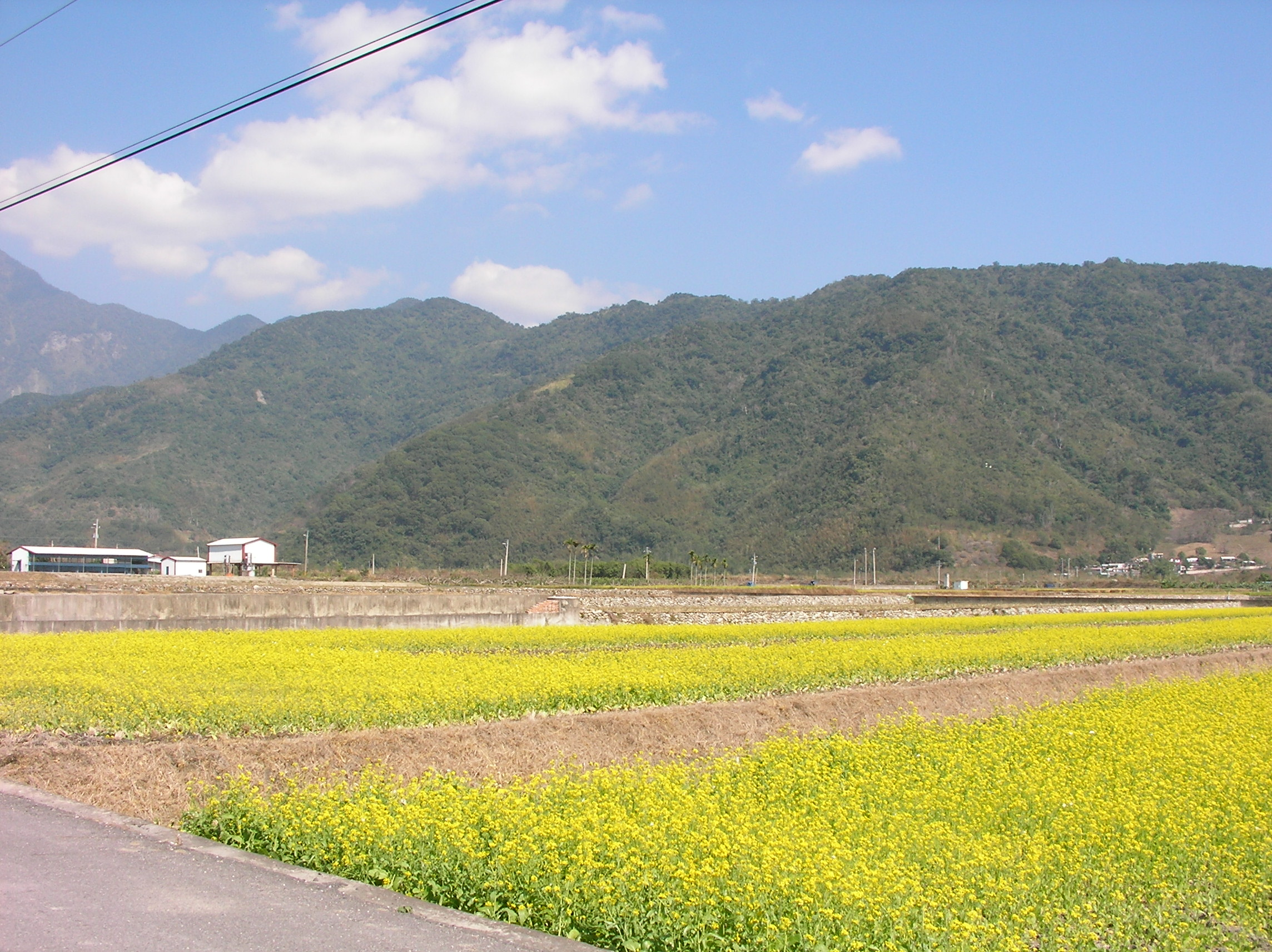
池上的油菜花田和中央山脈

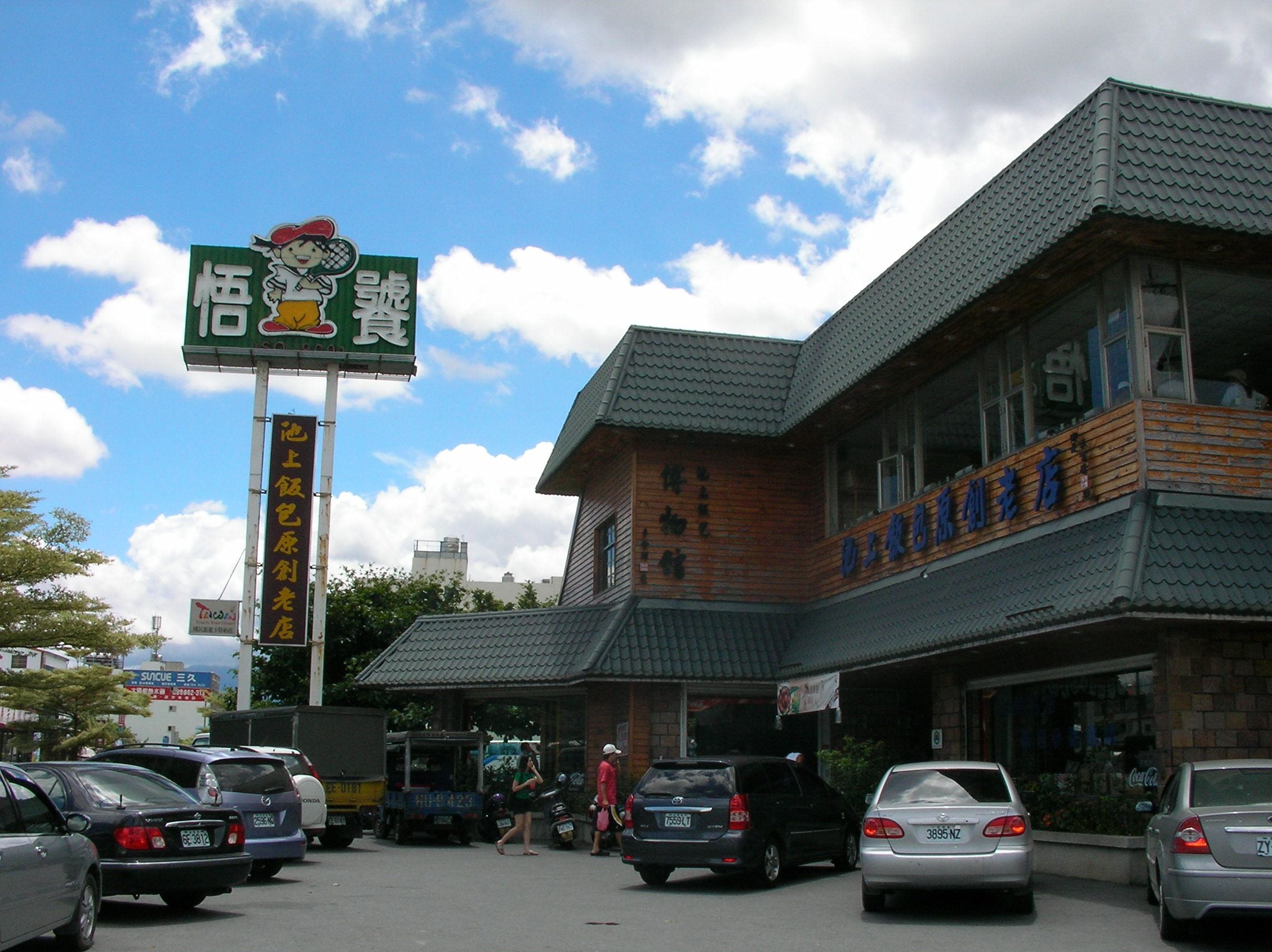
池上飯包博物館

大坡池原名「大陂池」，或寫作「大埤池」。清治時期新開園大陂庄庄名即因轄區內大陂池而得名。日治時期訛化為大坡池。1910年（明治43年），台灣總督府官方文獻所載面積為57甲。大坡池是花東縱谷主要湖泊，以風景優美而馳名。
台糖池上牧野渡假村佔地400多公頃，原為台糖池上糖漿廠，1986年關廠後，改作為牧場養牛，並經營休閒遊樂事業。目前休閒設施有牧牛區、烤肉區、牧平區、露營區、大型交誼廳、會議廳、販賣部、住宿房、餐廳部、花園、綠地、大草原等。
台東縣客家文化園區位於新興村，緊鄰台糖池上牧野渡假村，附近又有池上農會倉儲中心，面積約6.5公頃。主體建築物為兩層樓，一樓有咖啡廳、等路店、農業休閒旅遊服務中心，由池上農會承租經營。另設有展演室、視聽教室，展出客家藝術作品，並播放優質紀錄片。二樓則有特展室、客家電視館及圖書室。主要展出關山國中收藏之客家文物，並與客家電視台合作設置「客家電視館」，有主播體驗、節目場景重現、精選影集欣賞等。
池上蠶桑休閒農場位於萬安村，背山面水，風景優美，可觀賞坡地風光、池上全景及新武呂溪，並可目睹池上蠶桑場的滄桑史。
知名觀光聖地「伯朗大道」，知名影星金城武曾在這條大道上拍廣告，廣告中有金城武坐在大道旁一棵大樹下悠然喝茶的鏡頭，因此這棵大樹被稱為「金城武樹」，成為池上鄉新的觀光景點。

### 池上秋收藝術節

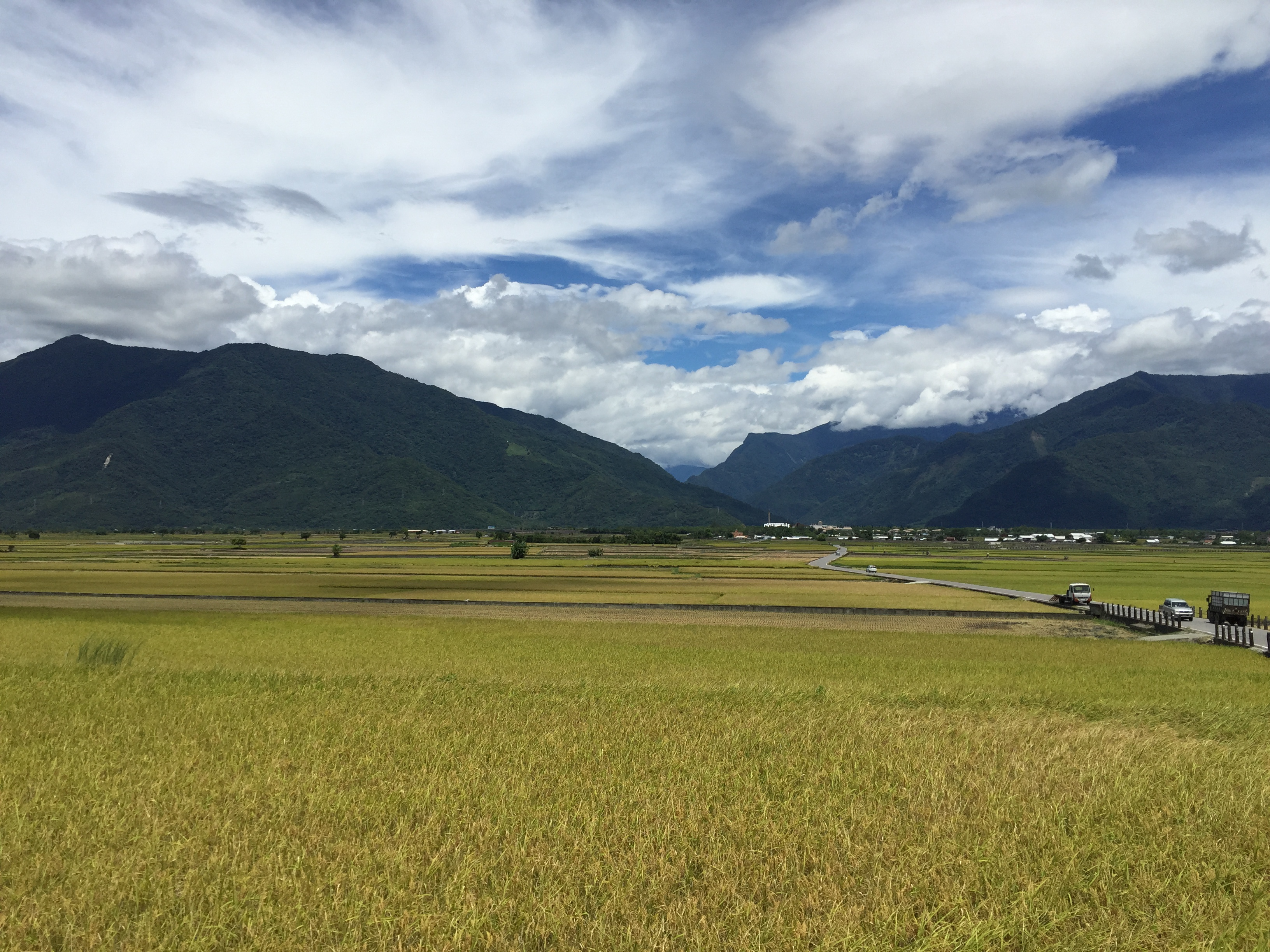
池上秋收藝術節的舞台背景，即是農田與山巒

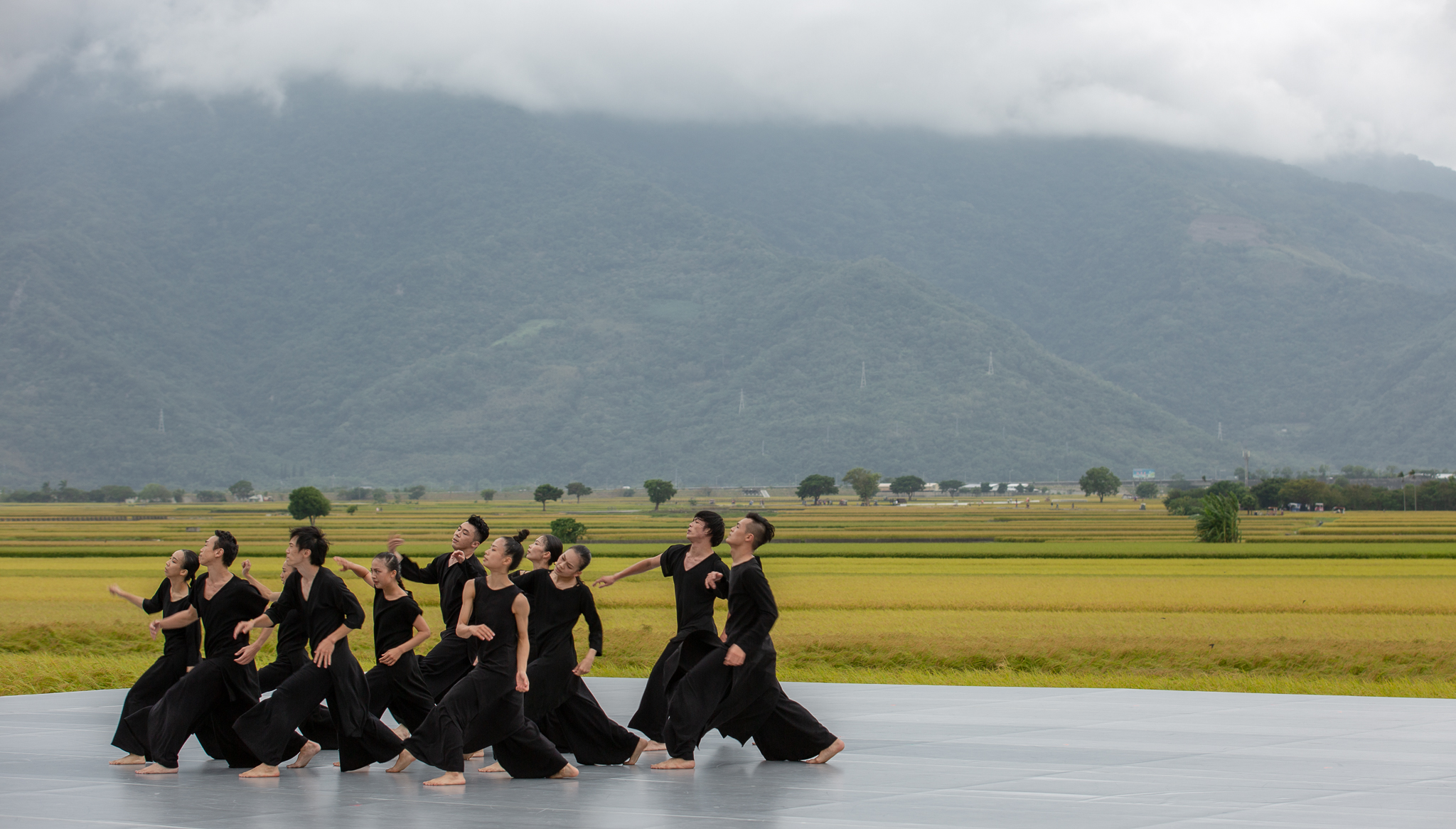
2021年池上秋收藝術節

2009年至今，台灣好基金會於池上鄉發起「池上秋收藝術節」，接連迎來雲門舞集、優人神鼓、張惠妹、伍佰、周華健、田馥甄等團體或藝人來此演出。十年來，池上的大坡池畔建起音樂館，舊穀倉改造成美術館，蔣勳等名家駐村生活。雲門舞集在秋收藝術節的演出，曾在2015年登上《紐約時報》。

### 古蹟
- 杜園
- 萬安磚窯廠
- 池上圳

### 特產
- 水稻
- 油菜花
- 池上飯包
- 蜂蜜
- 油菊
- 剝皮辣椒
- 麵條（二釐及十釐）
- 爆米花

### 美食
- 悟饕池上飯包文化故事館
- 全美行池上便當
- 福原豆腐店
- 大池豆包豆皮豆漿店
- 田味家
- 池上-丫嬤的店
- 池上好店
- 如初丼
- 大陸婆婆麵食館
- 芭洋Amis美饌館

## 外部連結
- 池上鄉公所 （页面存档备份，存于）
- 【台灣，你好！】沙發環島空拍鴿眼系列 - 2015/7/23 台東池上 卷一
- 微笑台灣：池上的美，雲最知道 （页面存档备份，存于）
- 池上。米鄉食遊｜美食。景點。住宿 （页面存档备份，存于）